# Jorf (Marroc)
Jorf (en àrab جرف, Jurf; en amazic ⵊⵯⵕⴼ) és un municipi de la província d'Errachidia, a la regió de Drâa-Tafilalet, al Marroc. Segons el cens de 2014 tenia una població total de 12.302 persones. Comprèn els districte d'El Mounkara, Jorf-Center, El Achouria, Oualad Ghanem, i Erramlia.